# イアン・リビングストン

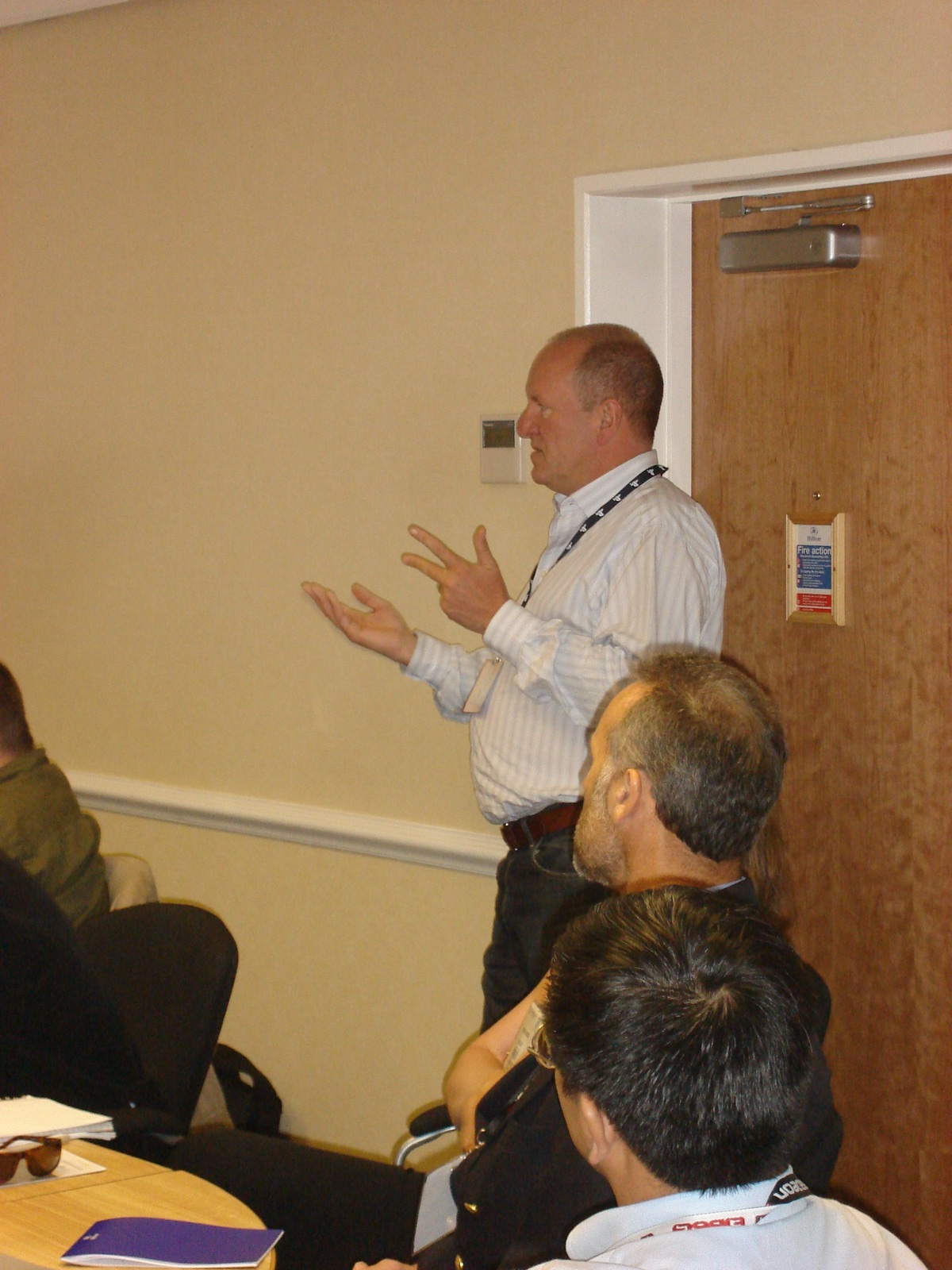
イアン・リビングストン

イアン・リビングストン(Ian Livingstone, 1949年 - ）は、イギリスの企業家、ゲームデザイナー。
2002年、ゲーム業界への傑出した貢献が評価され、英国アカデミー賞(BAFTA)インタラクティブ賞を受賞した。

## ゲームズ・ワークショップ社
1975年に、ルームメイトだったスティーブ・ジャクソンと共にゲームズ・ワークショップ社(Games Workshop)を設立し、その年のうちにダンジョンズ&ドラゴンズの輸入販売を開始した。
当初は通信販売のみだったが、1977年に最初の店舗を開店。同時に、その宣伝もかねて、テーブルトークRPG雑誌『ホワイト・ドワーフ』(White Dwarf)誌を創刊した。ゲームズ・ワークショップはその後、有力なゲームメーカーに成長し、小売店チェーンを持つに至る。

## ゲームブックの誕生
リビングストンとジャクソンは、ロールプレイングゲームと本を融合させることを考案し、ゲームブック『ファイティング・ファンタジー』シリーズとして結実させた。
最初のゲームブック『火吹山の魔法使い』(The Warlock of Firetop Mountain)は1982年に二人の共著としてペンギン・ブックス社より発行されたが、本作の大ヒットに伴い、その後はペンギン・ブックスの要請で出版ペースを速めるため、リビングストンとジャクソンそれぞれの著作が書かれるようになった。
シリーズはこれまで1400万部以上を販売しているが、そのうちリビングストンの『死のワナの地下迷宮』(Deathtrap Dungeon)はイギリスだけで30万部以上のセールスを販売している。

## ドマーク社とアイドス社
1980年代半ばにはビデオゲーム会社ドマーク（Domark）で、エウレカ（Eureka）等のゲームをいくつかデザインしている。また、1993年に同社に役員・投資家として復帰した。
1995年にドマークはアイドス・インタラクティブ社（Eidos Interactive）に合併吸収され、アイドスはロンドン証券取引所に上場。リビングストンはアイドスに残り、2005年現在クリエイティブ・ディレクターとして活躍している。

## 著書

### Fighting Fantasy
- 01 The Warlock of Firetop Mountain（1982年 Puffin Books ISBN 9780140315387）※共著スティーブ・ジャクソン、邦題『火吹山の魔法使い』
- 03 The Forest of Doom（1983年 Puffin Books ISBN 9780140316049）※邦題『運命の森』
- 05 City of Thieves（1983年 Puffin Books ISBN 9780140316452）※邦題『盗賊都市』
- 06 Deathtrap Dungeon（1984年 Puffin Books ISBN 9780140317084）※邦題『死のワナの地下迷宮』
- 07 Island of the Lizard King（1984年 Puffin Books ISBN 9780140317435）※邦題『トカゲ王の島』
- 09 Caverns of the Snow Witch（1984年 Puffin Books ISBN 9780140318302）※邦題『雪の魔女の洞窟』
- 13 Freeway Fighter（1985年 Puffin Books ISBN 9780140317107）※邦題『フリーウェイの戦士』
- 14 Temple of Terror（1985年 Puffin Books ISBN 9780140318326）※邦題『恐怖の神殿』
- 21 Trial of Champions（1986年 Puffin Books ISBN 0140320393）※邦題『迷宮探検競技』
- 26 Crypt of the Sorcerer（1987年 Puffin Books ISBN 9780140321555）※邦題『甦る妖術使い』
- 36 Armies of Death（1988年 Puffin Books ISBN 9780140324860）※邦題『死の軍団』
- 50 Return to Firetop Mountain（1992年 Puffin Books ISBN 9780140360080）※邦題『火吹山の魔法使いふたたび』
- Eye of the Dragon（2005年 Gardners Books ISBN 9781840466423）
- Blood of the Zombies（2012年 Wizard Books ISBN 9781848314054）
- The Port of Peril（2017年 Scholastic ISBN 9781407181295）※邦題『危難の港』
- Assassins of Allansia（2019年 Scholastic ISBN 9781407196831）
- Shadow of the Giants（2022年 Scholastic ISBN 9780702323096）

### Fighting Fantasy First Adventures
- Darkmoon's Curse（1995年 Puffin Books ISBN 9780140369397）
- The Demon Spider（1995年 Puffin Books ISBN 9780140369403）
- Mudworm Swamp（1995年 Puffin Books ISBN 9780140378429）
- Ghost Road（1995年 Puffin Books ISBN 9780140370706）

### その他
- Dicing with Dragons（1982年 Routledge ISBN 9780710094667）
- Casket of Souls（1987年 Puffin Books ISBN 9780140319705）
- Shadowmaster（1992年 Puffin Books ISBN 9780140324815）※共著マーク・ガスコイン
- Board Games in 100 Moves（2019年 DK ISBN 9781465485755）
- Dice Men: The Origin Story of Games Workshop（2022年 Unbound ISBN 9781800180529）※共著スティーブ・ジャクソン